# Faculté des hautes études commerciales de l'Université de Lausanne
Pour les articles homonymes, voir HEC.
La Faculté des hautes études commerciales de l'Université de Lausanne ou HEC Lausanne forme depuis 1911 les futurs cadres et dirigeants d’entreprise aux domaines du management et des sciences économiques et conduit une recherche qui vise à comprendre les mécanismes fondamentaux du monde économique.
HEC Lausanne propose des baccalauréats universitaires (Bachelors), des maîtrises universitaires (Masters), des doctorats (PhD) ainsi qu'un MBA, des programmes de formation continue ainsi que divers services aux entreprises.
HEC Lausanne est considérée comme l'une des trois principales écoles de commerce en Suisse, aux côtés de l'Université de Saint-Gall et de l'IMD (International Institute for Management Development), également basé à Lausanne.

## Histoire de la faculté
En 1537, l'Académie de Lausanne est fondée en tant qu'école de théologie. En 1890, l’Académie de Lausanne est élevée au rang d’université et c’est au sein de la faculté de droit que sont donnés les enseignements d'économie politique. Cette époque est marquée par Léon Walras (1834-1910), fondateur de l’école de Lausanne et auteur de la théorie de l'équilibre général, ainsi que Vilfredo Pareto (1848-1923), célèbre auteur de la théorie de l’optimum.
Le 15 avril 1911, l’École des hautes études commerciales est fondée par Léon Morf et Georges Paillard, au sein de la Faculté de Droit. Elle ouvre ses portes à 12 élèves à la rentrée de cette même année. Léon Morf, professeur de technique commerciale, de comptabilité publique et de mathématiques financières sera son premier directeur, suivi de Georges Paillard.
Dans les années 2010, ce sont plus de 600 étudiants qui sont accueillis chaque année sur les bancs. En 1926, Georges Paillard a inspiré la création de l’Association des gradués (licenciés et docteurs) dont le but est d’établir entre eux des relations amicales, scientifiques, et éventuellement commerciales et également de contribuer, d’une manière générale, au développement de l’École et à la défense des intérêts de ses gradués.
Au fil des années, des professeurs comme Henri Rieben, père de la première chaire d'intégration européenne au monde, François Schaller, Président du Conseil de banque de la Banque nationale suisse de 1986 à 1989, ont perpétué le renom de la faculté.

### Chronologie duXXeauXXIesiècle
- 1957 : le Centre de recherches européennes est fondé. Il est présidé par Henri Rieben, professeur à HEC Lausanne, qui y crée la première chaire au monde d’intégration européenne[10].
- 1961 : l’école fête son cinquantenaire et à cette occasion, de nombreuses entreprises constituent un fonds destiné à favoriser le développement de l’école.
- 1975 : création de l’Institut CREA de macroéconomie appliquée.
- 1978 : indépendance de l’École des HEC au sein de l’Université de Lausanne.
- 1979 : création du MBA (Master in Business Administration).
- 1981 : création de l’Institut de sciences actuarielles (ISA).
- 1984 : création du département d’économie politique, devient le département d’économétrie et d’économie politique (DEEP) en 1985.
- 1988 : création de l’Institut d’informatique et organisation (INFORGE), actuellement Institut des systèmes d’information (ISI)
- 1989 : création de l’Institut de gestion bancaire et financière (IGFB), actuellement Institut de banque et de finance (IBF).
- 1991 : création de l’Unité d’éducation et de recherche du tourisme, actuellement Institut de tourisme (IT).
- 1992 : création du Centre de formation et de recherche en comptabilité et audit (UERCC), actuellement Institut de recherche en comptabilité, contrôle et finance (URCCF).
- 1995 : création de l’Institut universitaire de management international (IUMI).
- 1996 : création du département de management (DEMA), qui regroupe l’Institut de recherche en management (IRM), l’institut de tourisme et l’Unité de recherche en comptabilité, contrôle et finance (URCCF).
- 1998 : création de l’Institut d’économie et management de la santé (IEMS).
- 2004 : accréditation EQUIS.
- 2005 : première remise des bachelors (selon Bologne) dans l’histoire de l’École des HEC de Lausanne.
- 2007 : première remise des masters (selon Bologne) dans l’histoire de l’École des HEC de Lausanne.
- 2011 : la faculté célèbre son centenaire sous le signe du management responsable. Sortie du livre du centenaire HEC Lausanne 'Pour un management responsable au 21e siècle'[11]
- 2013 : HEC Lausanne est la faculté qui croît le plus rapidement à l'Université de Lausanne[12]
- 2016 : la faculté compte environ 3 000 étudiants, 80 professeurs ainsi que près de 300 chercheurs[13] et est détentrice de plusieurs accréditations internationales dont Equis et AMBA.

### Figures du passé

#### Léon Walras (1834-1910)

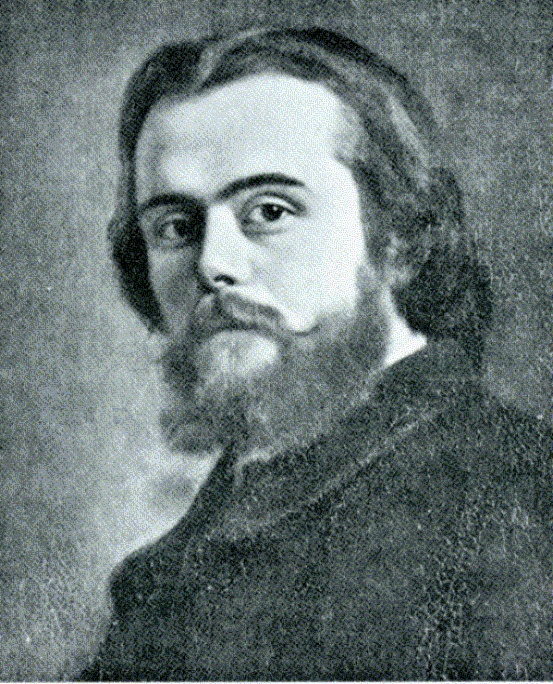
Léon Walras

- Fondateur de l’École de Lausanne, sans diplôme universitaire, est un marginal qui deviendra le père fondateur du marginalisme.
- Il est l’un des premiers à avoir formulé les équations de l’équilibre économique. Cette théorie inclut de nombreux éléments comme la théorie de l'utilité marginale, la théorie de l'équilibre du consommateur, la théorie de la monnaie, etc.
- Il annonça la révolution néoclassique en basant la valeur sur la rareté. Grâce à ses hypothèses fondées sur une concurrence pure et parfaite, il démontra comment il est possible de déterminer un système de prix d’équilibre sur les marchés des capitaux, des produits et des services producteurs[14].

#### Vilfredo Pareto (1848-1923)
- Sociologue et économiste italien, successeur de Léon Walras titulaire de la chaire d’économie politique de l’Université de Lausanne[15].
- Il développa la théorie de la répartition optimale des ressources selon laquelle l’optimum est atteint lorsqu’il n’est plus possible d’augmenter l’utilité de l’un sans détériorer celle de l’autre.
- A initié la théorie des « 80-20 », c’est-à-dire que 20% des gens détiennent 80% des richesses. Cette règle a été généralisée à de nombreux domaines depuis.

#### Henri Rieben (1921-2006)
Docteur HEC. Professeur jusqu’en 1991. Proche de Jean Monnet, père de l'Europe communautaire, à la suite d'une rencontre en 1955, il a inauguré en 1957 à Lausanne une des premières chaires d'intégration européenne au monde, avec en parallèle, sur une base privée, le Centre de recherches européennes. En 1978, il a créé la Fondation Jean-Monnet pour l'Europe.

#### François Schaller (1920-2006)
Docteur HEC. Professeur jusqu’en 1986. Passionné par les théories économiques des plus grands tels que Adam Smith, David Ricardo, Karl Marx et surtout John Maynard Keynes. Président du Conseil de banque de la Banque nationale de 1986 à 1989. Reconnu comme l’un des meilleurs spécialistes en économie.

## Formations

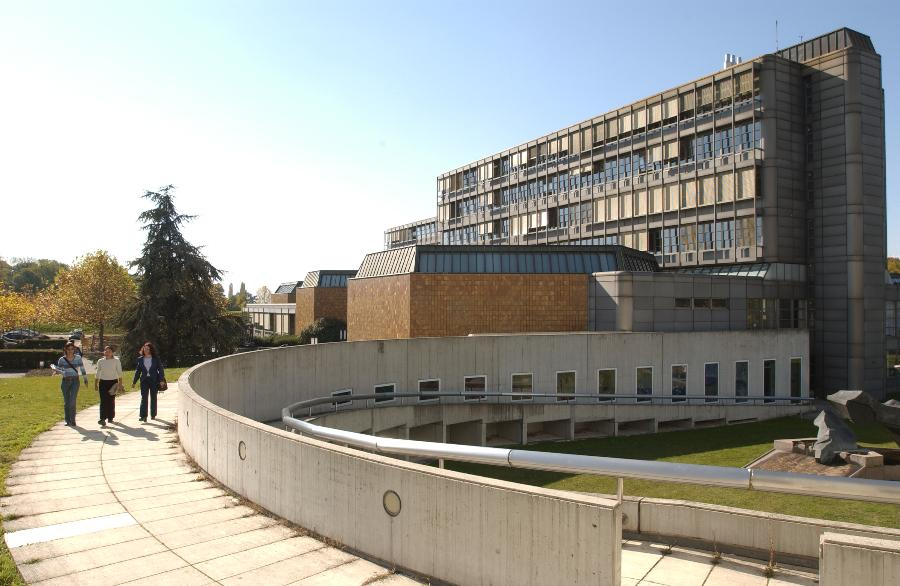
LInternef, bâtiment principal de HEC Lausanne

La faculté propose différentes formations en management et en économie :
- Bachelors (Baccalauréats universitaires)
- Masters (Maîtrises universitaires)
- Programmes doctoraux (PhD)
- Executive MBA
- Formation continue (Executive Education)

## Associations étudiantes
Les associations proposent aux étudiants diverses activités, en les reliant aux milieux économiques et en leur donnant l’occasion de s’engager durant leurs études :
- le comité des étudiants HEC ;
- Finance Club ;
- Heliste Business and Luxury Association ;
- Investment Society HEC Lausanne ;
- HEC Espace Entreprise ;
- HEConomist ;
- Innovation Time ;
- Junior Entreprise HEC ;
- START Lausanne ;
- Oikos Lausanne ;
- Uthink ;
- AIESEC ;
- PhDnet ;
- HEC Lausanne Team Sport;
- HEC Lausanne Ski Club.

Il existe également des associations des étudiants de différents masters :
- AEMF association des étudiants en master finance ;
- AECCF association des étudiants en comptabilité, contrôle et finances ;
- AESA association des étudiants en sciences actuarielles ;
- ALESI association lausannoise des étudiants en systèmes d'information.

## Classements et accréditations
HEC Lausanne a reçu les accréditations AMBA et EQUIS pour la qualité de ses programmes, de sa recherche et de son enseignement. En 2017, le master en management de HEC Lausanne est classé à la 19e place au niveau mondial dans le classement du Financial Times. La même année et pour la cinquième année consécutive, le master en comptabilité, contrôle et finance de HEC Lausanne remporte la 1re place dans le classement Eduniversal.

## Alumni
HEC Lausanne compte plus de 10 000 alumni.

### Personnalités ayant fréquenté la faculté
Anciens étudiants de HEC Lausanne :
- Sepp Blatter, Président de la FIFA
- Etienne Jornod (en), Président du groupe pharmaceutique Galenica et Président de la NZZ ;
- Louis C. Camilleri (en), CEO de Ferrari et Président de Philip Morris International ;
- Jean-Claude Biver, Président de la Division Montres du groupe LVMH ;
- Jacques de Watteville, Président de la BCV ;
- André Borschberg, Pilote professionnel, cofondateur et CEO de Solar Impulse ;
- Claude Béglé, Homme politique ;
- Blaise Goetschin, Directeur général de la Banque cantonale de Genève
- Patrick Gueudet, Dirigeant du Groupe Gueudet ;
- Gaspard Proust, humoriste ;
- Thomas Wiesel, humoriste ;

## Doyens
- 2021- : Marianne Schmid Mast
- 2015-2021 : Jean-Philippe Bonardi
- 2012-2015 : Thomas von Ungern-Sternberg
- 2009-2012 : Daniel Oyon
- 2006-2009 : Suzanne de Treville
- 2004-2006 : François Grize
- 2000-2004 : Alexander Bergmann
- 1990-2000 : Olivier Blanc
- 1986-1990 : Francis Léonard
- 1977-1986 : Charles Iffland
- 1961-1977 : Robert Grosjean
- 1936-1961 : Jules Chuard
- 1928-1936 : Adolphe Blaser
- 1925-1928 : Georges Paillard
- 1911-1925 : Léon Morf